# In viaggio nel tempo
In viaggio nel tempo (Quantum Leap) è una serie televisiva di fantascienza prodotta a partire dal 1989 per la rete NBC, per un totale di cinque stagioni. Ideata da Donald P. Bellisario, Deborah Pratt, John Hill, Paul Brown e Tom Blomquist, è interpretata da Scott Bakula e Dean Stockwell. Venne trasmessa in Italia per la prima volta dalla Rai negli anni novanta e in seguito da emittenti private.
A causa di un incidente di laboratorio, lo scienziato protagonista viene sbalzato nello spazio e nel tempo, nei panni ogni volta di una persona diversa che egli si trova a sostituire temporaneamente. Continui richiami alla fisica quantistica non fanno che nascondere in realtà storie di gente comune alle prese con le difficoltà della vita, aiutate dal protagonista che prende letteralmente il loro posto per l'intera durata dell'episodio.

## Trama
Il dottor Samuel Beckett fonda il progetto top secret Quantum Leap, che renderà finalmente possibile il viaggio nel tempo. Ma proprio quando il progetto sta per essere ultimato viene tagliato il finanziamento e Sam, preoccupato per il futuro incerto dell'esperimento, sceglie di attivare l'ancora incompleto acceleratore (la macchina per il salto nel tempo). Il protagonista si ritrova così a saltare attraverso gli anni senza un apparente motivo e senza alcun controllo.
All'inizio Sam crede che il salto nel tempo avvenga in modo casuale ma comprende presto che per poter procedere nel suo viaggio temporale deve salvare coloro che sostituisce o persone vicine a loro da un evento futuro negativo.
Quindi la teoria che il viaggio nel tempo sia completamente casuale viene messa in dubbio dal protagonista, che in realtà sembra agire come manipolato da un'entità benevola superiore. Un'ulteriore conferma arriva da alcuni episodi in cui Sam incontra altre viaggiatrici del tempo (Evil Leaper) che hanno come missione l'obiettivo completamente opposto, cioè diffondere il male e il caos.
Nonostante il viaggiatore non si trasferisca all'interno di un ospite nei salti ma ne prenda completamente il posto con il suo corpo, agli occhi di chi lo guarda appare con l'aspetto, abiti compresi, di chi viene sostituito.
Ad aiutarlo provvede l'osservatore del progetto, cioè il contrammiraglio Albert "Al" Calavicci, che può entrare in contatto cerebrale con il viaggiatore attraverso la "Camera delle Immagini", un luogo in cui viene proiettato olograficamente il mondo visto dagli occhi del viaggiatore del tempo. Al, utilizzando un palmare, è in collegamento con Ziggy, il supercomputer senziente a supervisione del progetto, che fornisce calcoli e dati spesso utili, ma a volte errati, riguardo alla missione da compiere.
Nell'episodio conclusivo della serie Sam viene portato, dall'entità che governa il viaggio nel tempo, in un non-luogo nello stesso giorno della sua nascita e nel suo stesso corpo (non in quello da neonato, ma nel suo corpo adulto). Per questo motivo Al e Ziggy non riescono a rintracciarlo pur scandagliando il continuum temporale. Qui Sam parla con un barista che dimostra di saperne molto sui suoi viaggi e che, infine, gli pone il quesito che dà il titolo all'episodio: "Dove vuoi andare Sam?".
Sam è finalmente giunto alla fine del suo viaggio, ha compiuto il suo dovere e ora può scegliere di tornare a casa definitivamente, ma decide di ricambiare l'amico Al per tutte le volte che gli ha salvato la vita: torna nel 1970 nelle proprie sembianze presentandosi alla prima moglie di Al e la convince ad aspettare il marito disperso in Vietnam. Successivamente Sam continua i suoi viaggi temporali in un ciclo infinito e senza uscita, ma, con un gesto di grande altruismo, ha cambiato la vita futura di Al che ora vive felice con la sua prima e unica moglie e le loro quattro figlie.

## Episodi
| Stagione         | Episodi | Prima TV USA | Prima TV Italia |
| ---------------- | ------- | ------------ | --------------- |
| Prima stagione   | 9       | 1989         | 1993            |
| Seconda stagione | 22      | 1989-1990    | 1993            |
| Terza stagione   | 22      | 1990-1991    | 1993            |
| Quarta stagione  | 22      | 1991-1992    | 1994            |
| Quinta stagione  | 22      | 1992-1993    | 1994            |

## Personaggi
- Samuel Beckett, interpretato da Scott Bakula e doppiato da Massimo Giuliani.
Il dottor Samuel Beckett è nato l'8 agosto 1953 da John Samuel e Thelma Louise Beckett. Cresce nella fattoria di famiglia insieme al fratello e alla sorella. Il fratello Tom inizialmente morirà in una missione in Vietnam, Sam gli salva la vita nell'episodio 3.2. Sin da piccolo, Samuel dimostra di essere un vero e proprio genio. A 3 anni sa già leggere, successivamente impara a suonare diversi strumenti musicali e pratica vari sport al liceo. Si laurea in fisica quantistica, medicina, lingue antiche, musica, neurologia, astronomia e vince anche un Nobel.
Sam inoltre è campione di arti marziali, abilità che utilizzerà in alcuni episodi.
- Albert "Al" Calavicci, interpretato da Dean Stockwell e doppiato da Franco Zucca.
Il contrammiraglio, di origini italiane poiché il padre è abruzzese, è nato il 15 giugno 1934. La sua difficile infanzia lo porta dentro e fuori dall'orfanotrofio dove finisce insieme alla sorella autistica: il padre tornerà lì a prenderli una volta fatta fortuna con la promessa di vivere tutti felicemente insieme, ma un'improvvisa malattia lo porterà alla morte e farà finire nuovamente Albert e la sorella in orfanotrofio dove lei morirà, allontanando così per molto tempo Albert dalla religione. Nella sua giovinezza svolge ogni tipo di lavoro, diventa persino un campione di boxe, ma si ritrova anche a rubare. Si arruola poi nella Marina Militare, si laurea nel 1956 e diventa pilota. Dopo varie missioni che lo portano anche in Vietnam dove verrà abbattuto e sarà prigioniero per molti anni, incontra Samuel Beckett che lo salva dall'alcol e lo coinvolge nel progetto Quantum Leap. Al parla continuamente delle sue 5 mogli riempiendo ogni conversazione di aneddoti che in un modo o nell'altro si ricollegano ai suoi matrimoni.
- Ziggy, voce originale di Deborah Pratt.
Ziggy è il supercomputer costruito da Sam che fornisce tutte le informazioni necessarie al protagonista per trovare il modo di superare gli ostacoli delle missioni. Collegato a una rete di banche dati comunica attraverso palmare con l'osservatore Al nella "Stanza delle Immagini". Nell'episodio 4.1 si sente per la prima volta la voce del supercomputer, quella di una donna e Sam rivela di averla programmata usando l'ego di Barbra Streisand.
- Irving "Gooshie" Gushman, interpretato da Dennis Wolfberg.
È il programmatore del computer Ziggy. Comunica saltuariamente con Al, ad esempio quando si verifica un guasto. In parecchi episodi Gooshie viene chiamato da Al e Sam "il piccoletto dall'alito cattivo", e ha una presunta relazione con Tina, l'ultima compagna in ordine cronologico di Al.
- Le Evil Leaper
Sono viaggiatrici temporali malvagie e compaiono nella 5ª stagione. Sembra che per bilanciare l'apporto positivo di Sam esistano queste viaggiatrici che come scopo hanno quello di seminare dolore e caos, la loro provenienza è sconosciuta così come l'organizzazione che coordina il progetto sebbene durante la loro comparsa viene menzionato il fatto che qualora esse falliscano la loro missione vengono torturate brutalmente. Il team è composto da Alia e Zoey, Thames e Lothos: Alia è la viaggiatrice involontaria dell'Evil Leap Project, ella verrà aiutata da Sam a fuggire dal progetto malvagio; Zoey è l'ologramma di Alia, una donna crudele e sadica che sostituisce Alia dopo la sua fuga; Thames è un grottesco afroamericano che diventa l'ologramma di Zoey e sembra avere le stesse mansioni di Gooshie mentre Lothos è l'analogo di Ziggy dalla parte dei cattivi. Sam si accorge della loro esistenza solo grazie a un contatto fisico (solo in questo modo smette di vedere il loro ospite) e Zoey è in grado di vedere Sam dopo che Alia entra in contatto con lui. Ogni volta che effettuano un salto temporale il loro corpo è illuminato da una luce rossa anziché blu come quella di Sam.

## Distribuzione
Il doppiaggio dell'edizione italiana della serie è avvenuto per conto di Donatella Saltarelli di Rai 1, con la direzione del doppiaggio di Angelo Nicotra, assistito da Gisella Nucciteli, con dialoghi italiani di Giorgio Tausani e Rita Rossi e mixaggio di Fausto Achilli. Dalla prima alla quarta stagione è avvenuto a cura della C.D.C. in collaborazione con S.A.S. - Società Attori Sincronizzatori, con sonorizzazione di Elettronica Sincrostudio, mentre per la quinta stagione è avvenuto a cura della SEFIT-CDC, con la partecipazione de LaBiBi.it, con sonorizzazione della Fono Roma Film Recording.

## Opere derivate

### Quantum Leap: A Bold Leap Forward
Notizie di un possibile film tratto dalla serie circolano dal 2003, Sci-Fi Channel con un comunicato fa chiarezza sull'argomento, affermando che si sarebbe trattato di un backdoor pilot (vale a dire l'introduzione di uno spin-off attraverso uno show preesistente) per un futuro progetto.

### Quantum Leap (2022)
Nel maggio 2022, la NBC ha annunciato un reboot della serie, con Raymond Lee nel ruolo di Ben Song, Ernie Hudson nel ruolo di Magic, Mason Alexander Park nel ruolo di Ian, Caitlin Basset nel ruolo di Addison, e Nanrisa Lee nel ruolo di Jenn.

## Riconoscimenti (parziale)
- 5 Emmy Awards:
  - 1989, miglior acconciatore per una serie TV (Virginia Kearns)
  - 1990, miglior fotografia per una serie TV (Michael W. Watkins)
  - 1991, miglior fotografia per una serie TV (Michael W. Watkins) e miglior trucco per una serie TV (Gerald Quist, Michael Mills, Jeremy Swan e Douglas D. Kelly)
  - 1993, (Jon Koslowsky)
- 2 Golden Globe:
  - 1990, miglior attore non protagonista in una serie (Dean Stockwell)
  - 1992, miglior attore in una serie drammatica (Scott Bakula)
- 1 Eddie Award:
  - 1993 (Jon Koslowsky)
- 1 DGA Award:
  - 1991
- 1 Edgar Allan Poe Award:
  - 1991, miglior episodio (Paul Brown per l'episodio Buona notte anima mia)
- 5 Q Awards
  - 1990, 1991, 1992 e 1993 miglior attore (Scott Bakula)
  - 1991, miglior attore non protagonista (Dean Stockwell)
- 1 Young Artist Award:
  - 1993, migliore giovane attrice guest star in una Serie TV (Kimberly Cullum)